# Lancia 2000
La Lancia 2000 è un'autovettura prodotta dalla casa automobilistica torinese Lancia tra il 1971 ed il 1974.
Concepita dai tecnici Lancia prima dell'acquisizione della casa da parte della Fiat, la 2000 era, sia nella versione berlina che coupé, un'evoluzione dell'ormai datata Flavia.

## La 2000 berlina

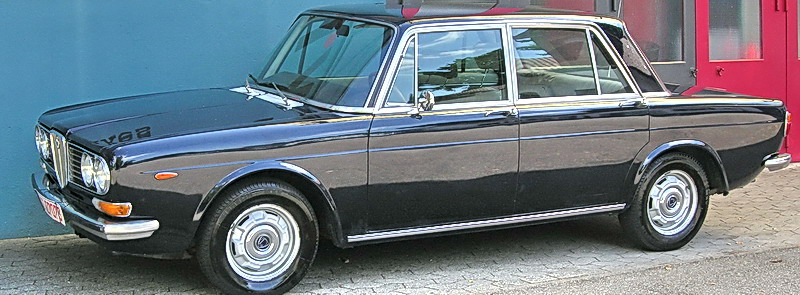
Lancia 2000 berlina

Con l'uscita di listino della Flaminia dal 1970, il nuovo modello 2000 andava a ricoprire nel listino Lancia il ruolo di ammiraglia del marchio e per questo fu realizzato con una profonda revisione del modello Flavia II serie. Anche se conservava la parte centrale della carrozzeria tetto, portiere, abitacolo e buona parte della meccanica (con svariate migliorie al motore, tra cui l'aggiunta dell'iniezione), le modifiche più importanti vennero apportate al frontale (dove venivano reinterpretati in chiave anni settanta i classici stilemi Lancia), alla coda (più semplice e squadrata) e agli interni (riccamente rifiniti e accessoriati).
La meccanica pur rivista specialmente nel motore, alimentazione e cambio, rimaneva quella nota e raffinata della Flavia, caratterizzata dalla trazione anteriore, dal motore boxer, dall'avantreno a ruote indipendenti (dietro c'era il ponte rigido che in effetti risultava l'unica parte tecnicamente ormai superata all'epoca), dal gruppo motore-cambio-sospensione anteriore montati su un telaietto ausiliario e dai 4 freni a disco con servofreno e circuito sdoppiato ora Superduplex.

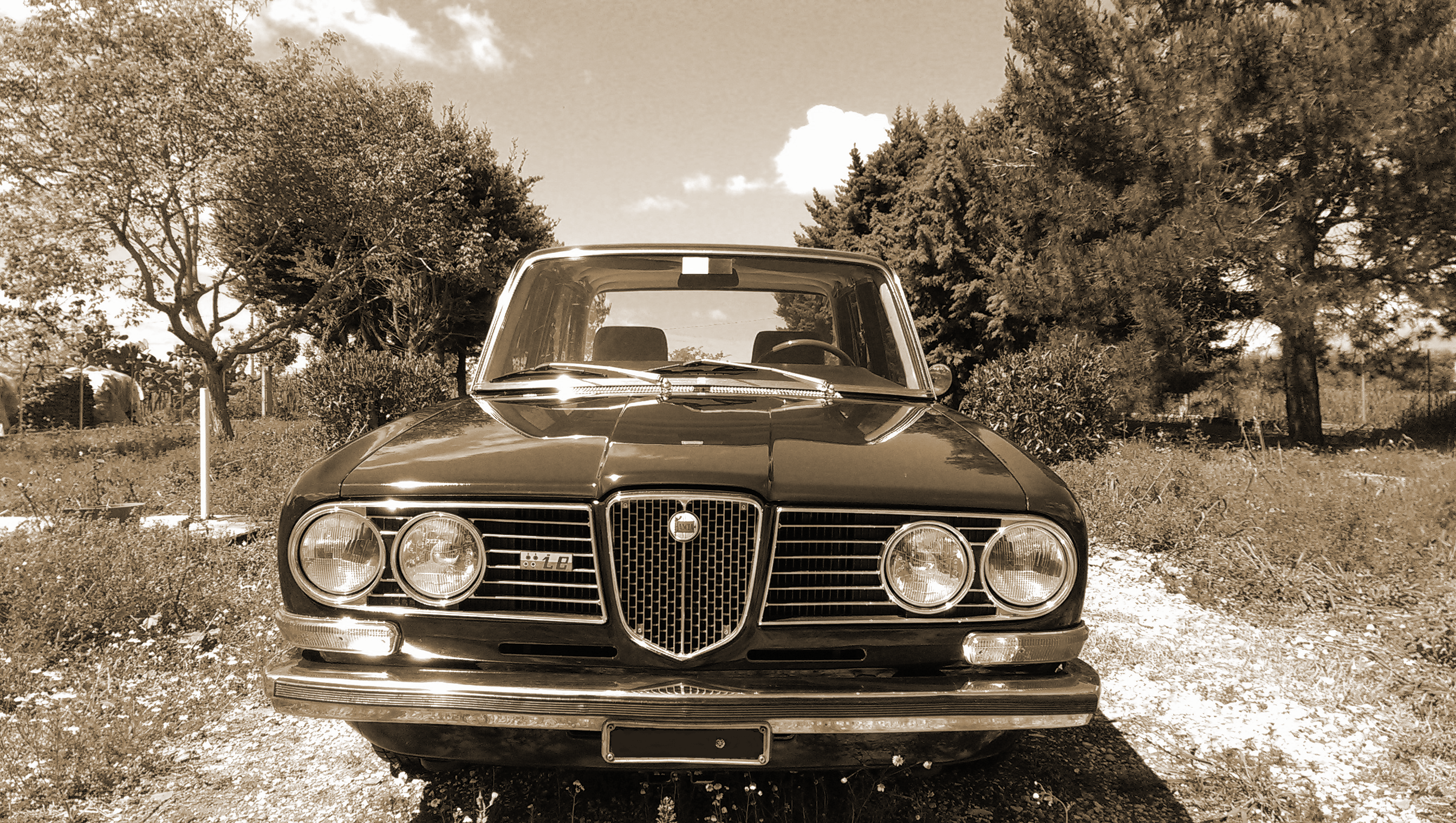
Lancia 2000 I.E.

A spingere la 2000 era il nuovo 4 cilindri boxer Lancia di 1991cm³ modificato nella distribuzione con migliore coppia ed elasticità, disponibile sia con alimentazione a carburatore doppio corpo Solex (115 Cv) che a iniezione (125 CV). Quest'ultimo abbandonava l'impianto meccanico Kugelfisher in favore dell'allora tecnologicamente innovativa e affidabile iniezione Bosch di tipo D-elettronica: la Lancia 2000 è infatti la prima auto italiana ed una delle prime in assoluto ad utilizzare l'Iniezione Elettronica che diverrà standard nel mondo dell'auto molti anni, se non decenni, dopo: questo impianto garantiva alla 2000 non solo oltre 10 CV in più rispetto alla versione carburatori ma anche migliori consumi, migliore souplesse di marcia e prestazioni di tutto rilievo: nella prova su strada della rivista AutoCar UK di Maggio 1972 infatti la Lancia 2000 i.e. registrerà una velocità effettiva di 187 km/h e una accelerazione 0–100 km/h in 10,4 sec: prestazioni al top della categoria 2000cc all'epoca superate (di poco) solo dalle berline dichiaratamente sportive Alfa Romeo 2000 e BMW 2002 che però risultano notevolmente più leggere e meno rifinite della Lancia 2000.

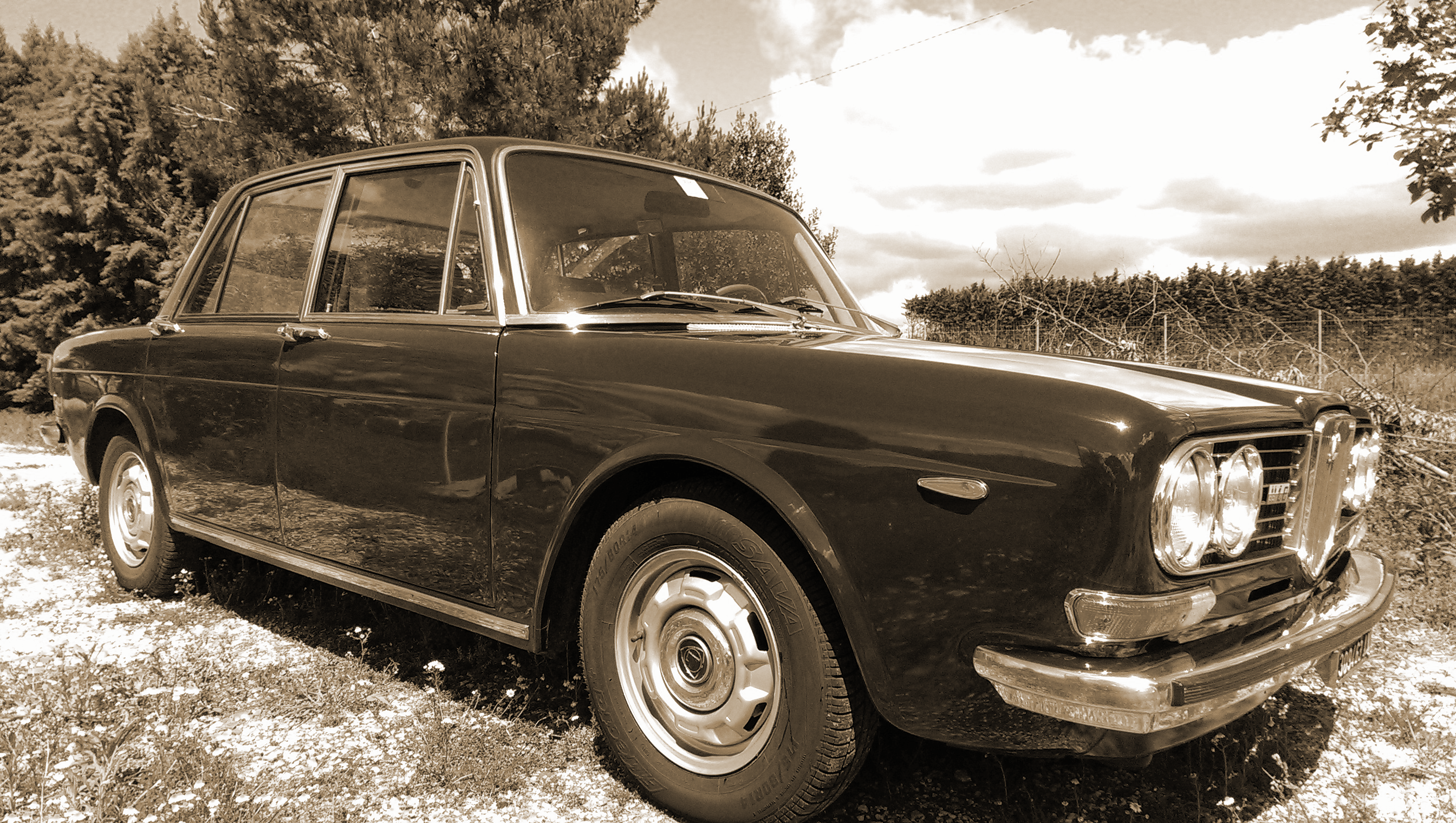
Lancia 2000 I.E.

Il cambio (prodotto dalla Lancia con lo schema a marce invertite simile al ZF) era manuale inizialmente a 4 marce per la 2000 a carburatore (e come optional a 5 marce) mentre per la 2000 i.e. era solo a 5 rapporti.
Dato il ruolo di ammiraglia erano state previste finiture di alto livello (legno pregiato per la plancia, velluto o, a richiesta pelle, per i sedili) ed un equipaggiamento (di serie o a richiesta) non comune all'epoca: servosterzo idraulico (prodotto dalla ZF) ad azione variabile, aria condizionata, 4 alzacristalli elettrici, vetri atermici, lunotto termico invisibile e tendine parasole.
Per via degli elevati costi di produzione si tergiversò sull'entrata in produzione fino a quando si capì che la successiva nuova ammiraglia (che divenne poi la Gamma) inizialmente prevista in joint venture con Citroen nei primissimi anni 70 avrebbe tardato ad arrivare sul mercato. Così la produzione, in assenza di altre novità Lancia, venne avviata nel 1971.
La 2000 è considerata dagli appassionati ed esperti del marchio "l'ultima vera Lancia" per via dell'elevata qualità costruttiva e tecnica che ancora non subiva le riduzioni di costi imposti dall'acquisizione Fiat, condizione pero' che la metteva sul mercato a prezzi di listino molto elevati che la equiparavano ad auto di 2500-3000cc come si può facilmente verificare nei listini dell'epoca.

## La 2000 coupé

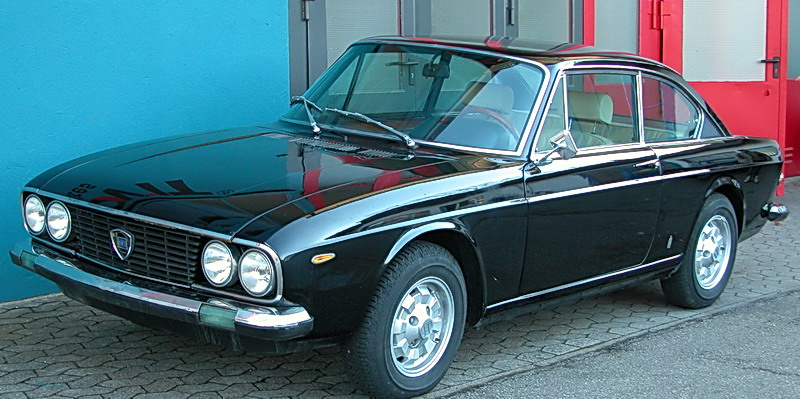
1972 Lancia 2000 HF Coupé

Anche la coupé era un'evoluzione della precedente Flavia Coupé II serie (il cui disegno era opera di Pininfarina). Le modifiche estetiche erano però minime: nuova mascherina, nuovo profilo perimetrale in gomma sui paraurti, cornice cromata sul perimetro del frontale, rimozione della presa d'aria a periscopio sul cofano motore e ricollocazione del marchio "Lancia" anteriore. Anche gli interni non subirono cambiamenti rilevanti, salvo un generale miglioramento della dotazione d'accessori (analoga alla berlina) e delle finiture che prevedevano l'utilizzo di legni pregiati per il volante, il cruscotto e lo sportello del vano cruscotto (al posto della plastica nera utilizzata della precedente Flavia)
I motori e l'intera meccanica erano invece ripresi dalla nuova 2000 berlina e davano vita a due versioni: la 2000 Coupé, con alimentazione a carburatore (115 CV) e la 2000 i.e. Coupé HF, con alimentazione a iniezione (126 CV). La HF era riconoscibile esternamente per la mascherina anteriore in nero opaco, la fascia adesiva laterale sulle fiancate (che la gran parte dei lancisti si affrettava a rimuovere) e dal differente posizionamento del logo sulla mascherina anteriore (anziché un piccolo "badge" sul cofano motore) mentre internamente si differenziava dall'importante cruscotto strumento dal design simile a quello della Ferrari 330 GT e dai sedili anteriori con una levetta superiore aggiunta per reclinarli. Entrambe le versioni montavano di serie i cerchi in lega leggera portati a 14" con canale da 5,5J di disegno ispirato a quello della più popolare sportiva Lancia del momento (la Fulvia 1600 HF). Entrambe avevano un cambio manuale a 5 marce invertite (schema simile al ZF) con differente rapporto al ponte.
Sono state prodotte 1399 2000 Coupé e 1229 in versione 2000 i.e. Coupé HF.

## Modelli prodotti
| Versione           | Anni di produzione | Esemplari |
| ------------------ | ------------------ | --------- |
| 2000               | dal 1971 al 1974   | 8844      |
| 2000 i.e.          | dal 1972 al 1974   | 5475      |
| 2000 Coupé         | dal 1971 al 1974   | 1399      |
| 2000 i.e. Coupé HF | dal 1971 al 1974   | 1229      |

Una curiosità poco conosciuta è che le ultime centinaia di motori prodotti ad iniezione elettronica (montati più facilmente sulla berlina visto che rimase in listino un anno in più rispetto alla coupé) furono sottoposte ad una revisione dei tecnici Bosch nell'elettronica ad hoc per il boxer Lancia, che ne migliorò erogazione e potenza massima, tanto da risultare pari a 130cv DIN effettivi, la stessa potenza massima raggiunta da motori 2000 cm³ di serie di BMW e Alfa Romeo di pari epoca.
Questa miglioria però non fu mai pubblicizzata dalla Lancia, perché il marketing di allora temeva che il cliente Lancia, in particolare quello a cui si rivolgevano la Flavia e la 2000, non avrebbe apprezzato una campagna pubblicitaria volta ed enfatizzare la potenza e le prestazioni piuttosto che la qualità, la tecnica e il comfort di marcia, che erano le doti ricercate principalmente in questa auto; infatti essa ebbe proprio in queste particolarità le sue doti migliori, tanto da poter essere utilizzata ancora oggi con facilità e comfort tra auto molto più moderne, come poche auto della sua epoca.

## Caratteristiche tecniche
| Caratteristiche tecniche - Lancia 2000 coupé | | |
| Modello                                      | 2000 coupé carburatore | 2000 coupé HF |
|                                              | Lancia 2000 coupé | Lancia 2000 HF |
| Motore                                       | 4 cilindri contrapposti - Boxer - ciclo Otto con camere di scoppio emisferiche                                                                                   | 4 cilindri contrapposti - Boxer - ciclo Otto con camere di scoppio emisferiche                                                                                   |
| Cilindrata                                   | 1.991 cm³ (Alesaggio x corsa = 89 x 80 mm) | 1.991 cm³ (Alesaggio x corsa = 89 x 80 mm) |
| Distribuzione                                | A 2V inclinate, 2 alberi a cammes centrali azionati da catena, aste e bilancieri                                                                                 | A 2V inclinate, 2 alberi a cammes centrali azionati da catena, aste e bilancieri                                                                                 |
| Alimentazione                                | 1 carburatore verticale doppio corpo Solex C36 | Iniezione Elettronica Bosch D-Jetronic |
| Potenza max                                  | 115 CV DIN a 5.700 giri/min | 126 CV DIN a 5.800 giri/min |
| Coppia max                                   | 17,0 mkg DIN a 3.500 giri/min | 17,5 mkg DIN a 3.700 giri/min |
| Frizione                                     | monodisco a secco | monodisco a secco |
| Cambio                                       | a 5 marce invertite + RM | a 5 marce invertite + RM |
| Trazione                                     | Anteriore | Anteriore |
| Scocca                                       | metallica autoportante | metallica autoportante |
| Sospensioni ant.                             | ruote indipendenti, trapezio trasversale oscillante, balestra trasversale superiore, barra antirollio, ammortizzatori idraulici telescopici                      | ruote indipendenti, trapezio trasversale oscillante, balestra trasversale superiore, barra antirollio, ammortizzatori idraulici telescopici                      |
| Sospensioni post.                            | ruote indipendenti, balestre longitudinali, barra trasversale antirollio, ammortizzatori idraulici telescopici                                                   | ruote indipendenti, balestre longitudinali, barra trasversale antirollio, ammortizzatori idraulici telescopici                                                   |
| Impianto frenante                            | a disco sulle 4 ruote con comando idraulico, servofreno a depressione e limitatore di frenata al retrotreno. Freno a mano sulle posteriori con comando meccanico | a disco sulle 4 ruote con comando idraulico, servofreno a depressione e limitatore di frenata al retrotreno. Freno a mano sulle posteriori con comando meccanico |
| Pneumatici                                   | 175 SR 14 | 175 HR 14 Michelin X As |
| Peso                                         | 1.160 kg in ordine di marcia | 1.180 kg in ordine di marcia |
| Serbatoio                                    | 48 litri | 48 litri |
| Accelerazione                                | 10,6 sec. da 0 a 100 km/h - 1km da fermo 32,2 sec | 10,3 sec. da 0 a 100 km/h - 1km da fermo 31 sec |
| Velocità massima                             | 185 km/h | 193 km/h |
| Consumo lt                                   | a 90 km/h: 8 - a 120 km/h: 10,5 - urbano: 11,8 lt/100 km) | a 90 km/h: 7,8 - a 120 km/h: 10,3 - urbano: 11,5 lt/100 km) |